# RSM International
RSM International ist ein internationales Netzwerk eigenständiger Wirtschaftsprüfungs- und Steuerberatungsgesellschaften mit einheitlichem Markenauftritt. Weltweit arbeiten 51.000 Menschen für Unternehmensgesellschaften aus dem RSM-Netzwerk. Alleine RSM US, die lokale Vertretung in den Vereinigten Staaten, beschäftigt rund 13.000 Mitarbeiter.

## RSM in Deutschland
Die RSM GmbH erzielte 2021 einen Umsatz von 101,2 Millionen Euro, im Vergleich zu 89,5 Millionen Euro im Vorjahr. In der Lünendonk-Liste konnte sich RSM damit innerhalb weniger Jahre vom 15. Platz auf den 11. Platz verbessern.
Seit dem 1. Oktober 2023 ist Ebner Stolz Mitglied im Netzwerk von RSM International und firmiert fortan unter dem Namen RSM Ebner Stolz.